# Betahwalang
Betahwalang is een bestuurslaag in het regentschap Demak van de provincie Midden-Java, Indonesië. Betahwalang telt 5227 inwoners (volkstelling 2010).